# Lycée français Bel Air
Lycée Français Bel-Air Garraf, anciennement École Française Bel Air est un lycée français international situé à Sant Pere de Ribes, dans la province de Barcelone, en Catalogne, Espagne. Il accueille les élèves de la petite section à la terminale (dernière année de lycée).
Les cours au lycée sont dispensés avec le programme d'enseignement à distance du Centre national d'enseignement à distance (CNED). Garraf est une comarque catalane.
Il a été créé en 1992. Le campus actuel a ouvert ses portes en 1996. Le bâtiment actuel de l'école primaire du cycle 3 (années 3 à 5) a ouvert ses portes en 2004, et un ajout pour le cycle 2 (années 1 à 2) de l'école primaire a été installé en 2008.